# Naturschutzgebiet Grottenberg
Das Naturschutzgebiet Grottenberg mit einer Größe von 17,3 ha liegt westlich von Beringhausen im Stadtgebiet von Marsberg im Hochsauerlandkreis. Das Gebiet wurde 2001 mit dem Landschaftsplan Hoppecketal durch den Hochsauerlandkreis als Naturschutzgebiet (NSG) ausgewiesen. Das NSG stellt eine Teilfläche des Fauna-Flora-Habitat-Gebietes (FFH) Gewässersystem Diemel und Hoppecke (Natura 2000-Nr. DE-4617-302) im Europäischen Schutzgebietssystem nach Natura 2000 mit 588 ha Größe dar. Das NSG besteht aus zwei Teilflächen. Im Norden grenzen beide Teilflächen an den dortigen ehemaligen Steinbruch. An der Nordseite des Steinbruch liegt das Naturschutzgebiet Niederhof. Das NSG gehört seit 2023 zum Vogelschutzgebiet Diemel- und Hoppecketal mit angrenzenden Wäldern.

## Gebietsbeschreibung
Beim NSG handelt es sich um einen Waldbereich an der Süd- und Ostflanke des Grottenberges. Der Wald besteht aus Rotbuchenwald an dem teilweise noch die frühere Nutzung als Niederwald zu sehen ist. Im NSG sind Relikte des früheren Erzbergbaus wie Bergwerksstollen zu sehen.

## Schutzzweck
Das NSG soll den dortigen artenreichen Wald schützen. Wie bei allen Naturschutzgebieten in Deutschland wurde in der Schutzausweisung darauf hingewiesen, dass das Gebiet „wegen der Seltenheit, besonderen Eigenart und Schönheit des Gebietes“ zum Naturschutzgebiet wurde.